# Wydział Humanistyczny Uniwersytetu Jana Kochanowskiego w Kielcach

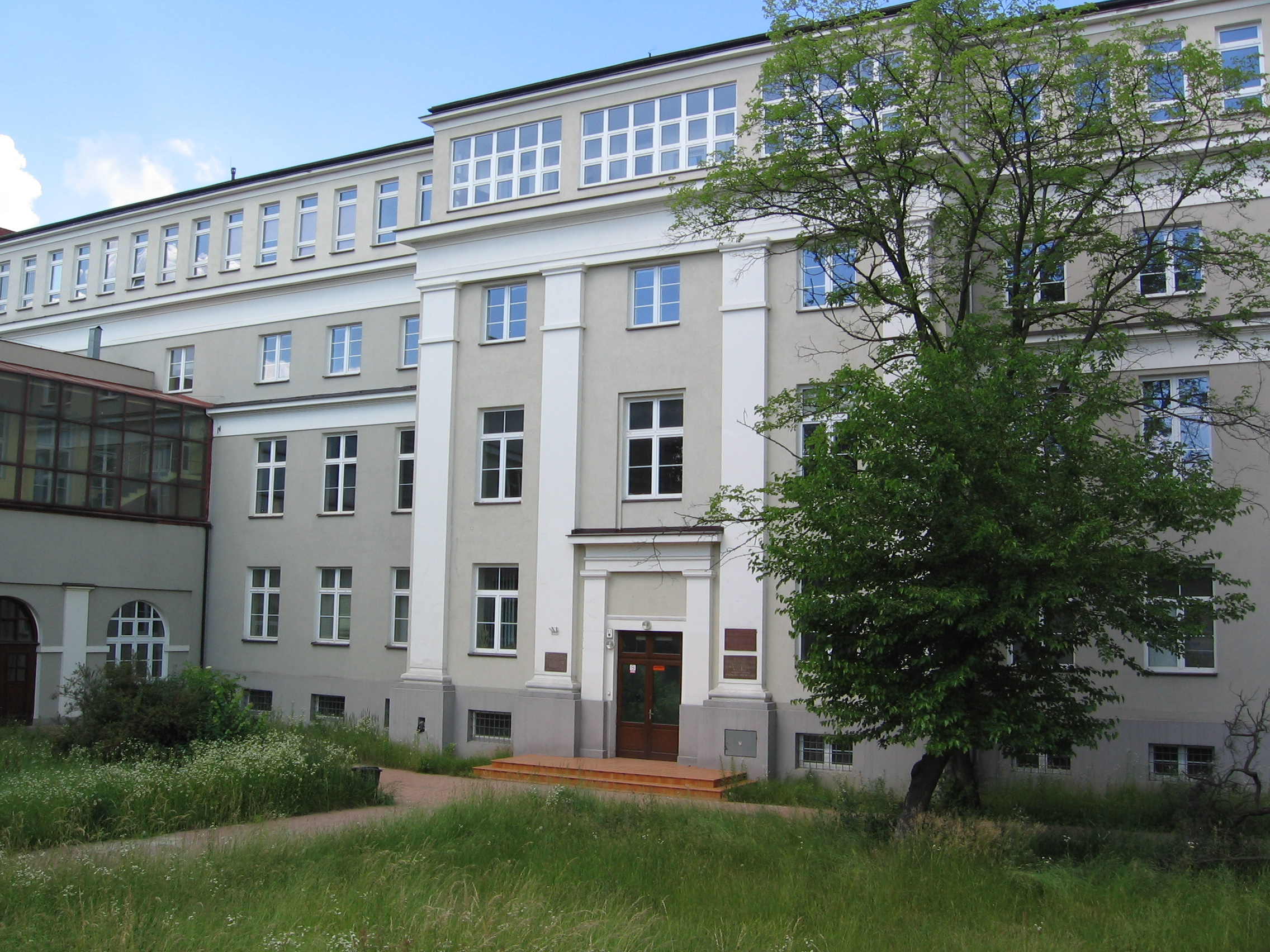
Budynek dawnego Wydziału Humanistycznego przy ul. Leśnej. Zajęcia odbywały się tutaj do 2013

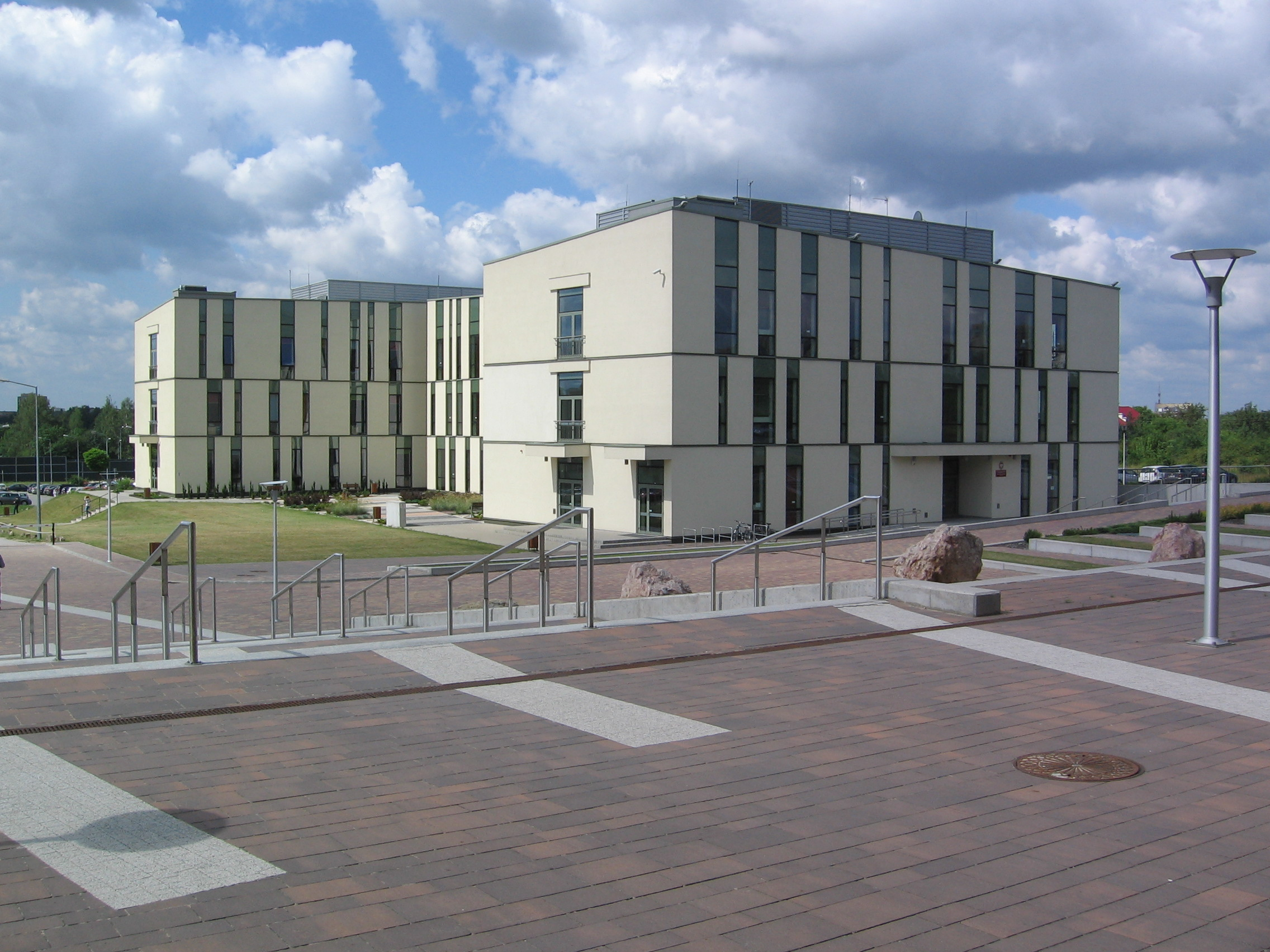
Oddane do użytku w 2013 Centrum Języków Obcych. Obok Instytutu Filologii Obcych mieści się tutaj Instytut Dziennikarstwa i Informacji

Wydział Humanistyczny Uniwersytetu Jana Kochanowskiego w Kielcach – jeden z 6 wydziałów Uniwersytetu Jana Kochowskiego w Kielcach.
Powstał w 1969. Był jednym z trzech pierwszych wydziałów w ówczesnej Wyższej Szkole Nauczycielskiej w Kielcach. Rada Wydziału Humanistycznego posiada uprawnienia do nadawania stopnia naukowego doktora nauk humanistycznych w zakresie: historii (1989), językoznawstwa (1998) i literaturoznawstwa (2012). Ponadto 24 czerwca 2002 uzyskała prawo do nadawania stopnia naukowego doktora habilitowanego nauk humanistycznych w zakresie historii.
Dziekanem Wydziału Humanistycznego został w 2012 literaturoznawca dr hab. Janusz Detka, prof. UJK. Na WH zatrudnionych jest 17 profesorów zwyczajnych, 32 profesorów nadzwyczajnych, 11 adiunktów ze stopniem doktora habilitowanego, 65 adiunktów ze stopniem doktora, a ponadto czterech asystentów, 13 starszych wykładowców oraz czterech wykładowców.
Wydział kształci studentów na 11 kierunkach: dziennikarstwo i komunikacja społeczna, europejskie studia kulturowe, filologie: angielska, germańska, polska i rosyjska, historia, informacja naukowa i bibliotekoznawstwo, informacja w przestrzeni publicznej, organizacja turystyki historycznej oraz militarystyka historyczna. Ponadto w ramach studiów podyplomowych dostępne są trzy kierunki: archiwistyka, logopedia i wiedza o społeczeństwie.
W skład Wydziału Humanistycznego wchodzą dwa instytuty i katedra, tj. Instytut Historii z pięcioma zakładami, Instytut Literaturoznawstwa i Językoznawstwa z sześcioma zakładami i pracownią oraz Katedra Dziennikarstwa i Komunikacji Społecznej z dwoma zakładami i pracownią.

## Historia
Wydział Humanistyczny został powołany 28 czerwca 1969 zarządzeniem ministra oświaty i szkolnictwa wyższego w sprawie organizacji Wyższej Szkoły Nauczycielskiej. Utworzono wówczas dwa kierunki: filologię polską z historią i filologię rosyjską. Pierwszym dziekanem został doc. dr Michał Jaworski, natomiast we wrześniu na wydziale pracę podjęło czterech docentów, pięciu adiunktów ze stopniem doktora, dwóch wykładowców i trzech lektorów. Siedzibą Wydziału Humanistycznego stał się budynek dawnego Studium Nauczycielskiego przy ul. Leśnej 16, który został zmodernizowany i wyposażony za kwotę blisko 5,1 mln zł, przyznaną przez prezydium Wojewódzkiej Rady Narodowej w Kielcach.
W 1970 powołano Samodzielny Zakład Historii, którego organizacją zajęli się doc. dr hab. Zenon Guldon i doc. dr hab. Wacław Urban. W roku akademickim 1970/1971 uruchomiono również kolejny zakład i kierunek kształcenia – bibliotekoznawstwo. Nieco później podjęto decyzję o przeniesieniu Zakładu Historii do budynku przy ul. Okrężnej 4. W czerwcu 1973 ministerstwo wyraziło zgodę na organizację studiów magisterskich na polonistyce, rusycystyce, historii i bibliotekoznawstwie. W latach 70. zaczęto przekształcać zakłady w instytuty. Powstały więc: Instytut Filologii Polskiej z trzema zakładami, Instytut Historii (1976), w którym zatrudnionych było 20 historyków i który wchłonął Zakład Bibliotekoznawstwa i Informacji Naukowej, oraz Instytut Filologii Rosyjskiej z 33 nauczycielami akademickimi.
Na początku lat 80. studenci i pracownicy Instytutu Filologii Polskiej i Instytutu Historii uczestniczyli w protestach antyrządowych, domagając się uznania przez władzę Niezależnego Zrzeszenia Studentów i NSZZ „Solidarność”. Po wprowadzeniu stanu wojennego w grudniu 1981, pracownicy Wydziału Humanistycznego zostali internowani, a później relegowani z uczelni (m.in. dr Stanisław Żak). Represje dotknęły również kilku studentów. Podjęte w latach 80. starania o uzyskanie uprawnienia do nadawania stopnia naukowego doktora zakończyły się w 1989, kiedy Rada Wydziału otrzymała prawo doktoryzowania z historii. Wcześniej jednak Instytut Historii borykał się z problemami lokalowymi – najpierw przeniósł się do byłych akademików przy ul. Krakowskiej 11, a później do prywatnej kamienicy przy zbiegu ul. Prostej i Śniadeckich. Dopiero w 1991, po trwającym kilka tygodni strajku okupacyjnym pracowników i studentów oraz mediacjach ministra Henryka Samsonowicza, Instytut Historii otrzymał gmach przy ul. Żeromskiego 5, należący w okresie PRL do Komitetu Wojewódzkiego PZPR.
Zmiany ustrojowe w Polsce doprowadziły do spadku liczby studentów rusycystki. W 1990 zmieniono nazwę Instytutu Filologii Rosyjskiej na Instytut Filologii Słowiańskiej. W 1991 przekształcono powołany cztery lata wcześniej Samodzielny Zakład Bibliotekoznawstwa i Informacji Naukowej w instytut o tej nazwie. Ponadto w czerwcu tego roku Senat uczelni powołał Nauczycielskie Kolegium Języków Obcych, w którego skład weszły dwie sekcje: angielska i niemiecka. Pięć lat później NKJO przekształcono w Zakład Neofilologii. Celem uzyskania prawa do nadawania stopnia doktora nauk humanistycznych w zakresie językoznawstwa powołano w 1997 11 wewnętrznych jednostek badawczo-dydaktycznych. W 1998 Centralna Komisja do Spraw Stopni i Tytułów przyznała Radzie Wydziału wspomniane uprawnienia.
24 czerwca 2002 Rada Wydziału Humanistycznego Akademii Świętokrzyskiej uzyskała uprawnienia do nadawania stopnia naukowego doktora habilitowanego nauk humanistycznych w zakresie historii oraz występowania z wnioskiem o nadanie tytułu naukowego profesora. Decyzja ta zapoczątkowała starania o przekształcenie uczelni w uniwersytet. Pierwsze kolokwium habilitacyjne przeprowadzono w 2004 – dr Marek Przeniosło, adiunkt w Instytucie Historii, przedstawił rozprawę pt. Chłopi Królestwa Polskiego w latach 1914–1918. W tym samym roku Instytut Filologii Słowiańskiej przekształcono w Instytut Filologii Rosyjskiej. W 2012 Rada Wydziału uzyskała prawo nadawania stopnia naukowego doktora nauk humanistycznych w zakresie literaturoznawstwa. Również w 2012 połączono Instytut Filologii Rosyjskiej z Samodzielnym Zakładem Neofilologii, tworząc Instytut Filologii Obcych.
W 2013 wydział opuścił budynek przy ul. Leśnej, w którym zajęcia odbywały się od momentu powstania Wyższej Szkoły Nauczycielskiej. Do końca stycznia 2014 uczelnia trzykrotnie wystawiła gmach na sprzedaż (początkowo wyceniono go na 17 mln zł, ale po dwóch próbach cenę zmniejszoną o milion), jednak nikt nie złożył oferty. Nadto w 2013 otwarto Centrum Języków Obcych przy ul. Świętokrzyskiej, gdzie przeniósł się Instytut Filologii Obcych oraz Instytut Bibliotekoznawstwa i Dziennikarstwa. W nowym budynku powstało sześć sal wykładowych, cztery laboratoria językowe, 17 sal ćwiczeniowych, trzy sale komputerowe (wyposażone łącznie w 64 stanowiska) oraz 25 pokoi kadry dydaktycznej.
W grudniu 2014 Instytut Bibliotekoznawstwa i Dziennikarstwa został przekształcony w Instytut Dziennikarstwa i Informacji.

## Władze

### Władze wydziału
W kadencji 2024–2028:
| Stanowisko                                       | Imię i nazwisko             |
| ------------------------------------------------ | --------------------------- |
| Dziekan                                          | dr hab. Jerzy Gapys         |
| Prodziekan ds. kształcenia                       | dr hab. Jolanta Kępa-Mętrak |
| Prodziekan ds. ogólnych i współpracy z zagranicą | dr Sylwester Łodej          |

### Poczet dziekanów
1. dr Michał Jaworski (1969–1974)
2. dr Zdzisław Adamczyk (1974–1978)
3. dr hab. Jan Pacławski (1978–1982)
4. dr Zdzisław Adamczyk (1982–1984)
5. dr hab. Czesław Szczepańczyk (1984–1990)
6. prof. dr hab. Józef Rurawski (1990–1996)
7. prof. dr hab. Mieczysław Bolesław Markowski (1996–2002)
8. prof. dr hab. Regina Renz (2002–2005)
9. prof. dr hab. Wiesław Caban (2005–2008)
10. dr hab. Jadwiga Muszyńska (2008–2012)
11. dr hab. Janusz Detka (2012–2020)
12. prof. dr hab. Beata Wojciechowska (2020–2024)
13. dr hab. Jerzy Gapys (od 2024)

## Struktura organizacyjna

### Instytut Historii
Dyrektor: dr hab. Jacek Pielas
- Zakład Dziejów Społeczeństwa i Kultury Epoki Przedindustrialnej
- Zakład Historii XIX Wieku
- Zakład Historii XX Wieku
- Zakład Historii Polski i Świata po 1945 roku
- Zakład Badań Przemian Kulturowych i Nauki

### Instytut Literaturoznawstwa i Językoznawstwa
Dyrektor: prof. dr hab. Piotr Zbróg
- Zakład Komunikacji Językowej
- Zakład Językoznawstwa Synchronicznego i Diachronicznego
- Zakład Badań nad Dyskursem
- Zakład Literatury Polskiej
- Zakład Literatur Obcych
- Zakład Badań Kulturowych
- Pracownia Dydaktyki Literatury i Języka

### Instytut Mediów, Dziennikarstwa i Komunikacji Społecznej
Dyrektor: dr hab. Olga Dąbrowska-Cendrowska
- Zakład Medioznawstwa
- Zakład Komunikacji Społecznej
- Pracownia Dydaktyki Dziennikarstwa, Reklamy i PR